# Futura International Airways
Futura International Airways – założone w 1989 roku przez Aer Lingus, Belton Air i Santander Bank, hiszpańskie linie lotnicze z siedzibą w Palma de Mallorca. Przewoźnik rozpoczął działalność 17 lutego 1990 roku lotem z Palma de Mallorca do Manchesteru. Linie obsługiwały połączenia czarterowe do różnych krajów Europy z pięciu baz: Palma de Mallorca, Teneryfy, Málagi, Gran Canarii i Dublina. Do Polski linie latały do portów lotniczych w: Katowicach, Poznaniu i Warszawie. Głównym hubem był Port lotniczy Palma de Mallorca.
9 września 2008 roku linie zawiesiły działalność.

## Flota
Przewoźnik używał samolotów:
- Boeing 737-300
- Boeing 737-400
- Boeing 737-800
- Boeing 737-900